# Homalopsis buccata
Homalopsis buccata es una especie de serpientes de la familia Homalopsidae.

## Distribución geográfica yhábitat
Es endémica de Sondalandia (península de Malaca, Borneo y Sumatra).